# Gorin no Sho

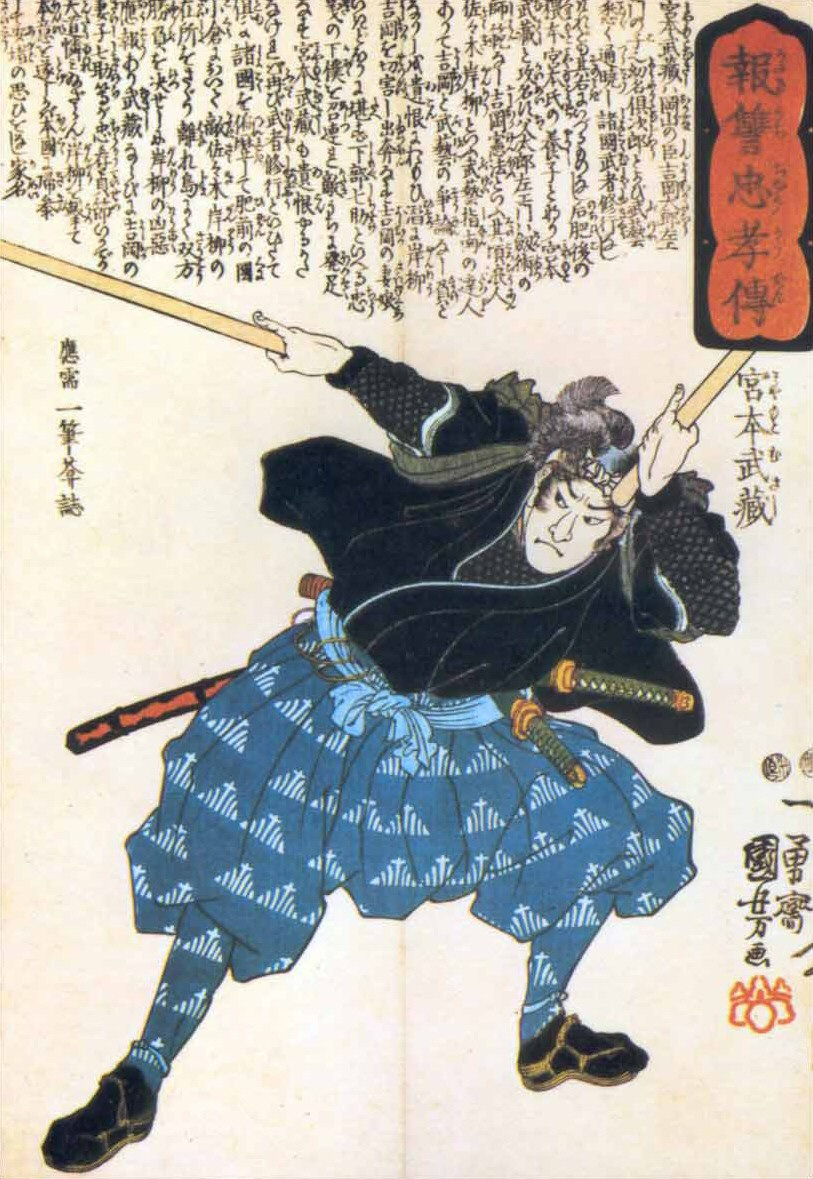
Miyamoto Musashi mit zwei Schwertern

Das Buch der fünf Ringe (jap. 五輪書 Gorin no Sho) ist ein japanisches Werk über Kampfkunst-Strategie, das der Rōnin Miyamoto Musashi von etwa 1643 bis 1645 verfasste. In dem Buch beschreibt der Autor in fünf Kapiteln die Wesenheiten und Denkweisen, die ein Samurai aufweisen sollte. Heute ist das Buch in Japan neben dem Hagakure von Tsunetomo Yamamoto und dem Heiho Kaden Sho (Der Weg des Samurai) von Yagyū Munenori wieder beliebt und ein Standardwerk zur strategischen „Kriegsführung“ in der freien Marktwirtschaft für Manager.
Miyamoto beschreibt die Basis des Schwertkampfes in fünf Teilen (fünf „Ringe“):
- Das Buch der Erde – Grundvoraussetzungen sowie Wesen und Bedeutung der Kampfkunst
- Das Buch des Wassers – Grundlagen des Kriegerweges wie Blick, körperliche Haltung, geistige Einstellung
- Das Buch des Feuers – Das Gefecht
- Das Buch des Windes – Eigenarten anderer Schulen
- Das Buch der Leere – Intuition ist ebenso wichtig wie intellektuelles Lernen der Regeln.

Mehrere moderne Interpretationen und an dem Buch der fünf Ringe orientierten Werke diskutieren wie die Anwendung der Denkweisen und Attitüden, die Miyamoto in seinem Werk beschreibt, Erfolg in der Wirtschaft oder im Projektmanagement bringen können.